# シェーリ・ラパポート
シェーリ・ラパポート（Sheeri Rappaport、1977年10月27日 - ）は、アメリカ合衆国の女優。テキサス州ダラス出身。

## 出演
- リトル・ウィッチーズ Little Witches (1996)
- NYPDブルー NYPD Blue (2000-2001)
- CSI:科学捜査班 CSI: Crime Scene Investigation (2000 - )
- デリート Claustrophobia (2003)